# Henryk Brzetysław
Henryk Brzetysław (cze. Jindřich Břetislav)  (ur. ?  – zm. 15 czerwca 1197 w Chebie) – książę czeski  w latach 1193–1197, biskup praski od 1182.
Był synem Henryka i jego żony Małgorzaty, wnukiem księcia Władysława I i bratankiem jego następcy Władysława II.
Był kandydatem do czeskiego tronu popieranym początkowo przeciwko Przemysłowi I Ottokarowi przez cesarza rzymskiego Henryka VI.
W 1197 Henryk VI zdetronizował go, oddając księstwo czeskie Władysławowi III.